# Cerkniško jezero
Cerkniško jezero (njem. Zirknitzer See) jest jezero u jugozapadnoj Sloveniji i najveće u toj državi. Smješteno je u južnom dijelu Cerkniškog polja, najvećeg krškog polja u Sloveniji. Jedini površinski pritok jezera je potok Cerkniščica. Jezero je dugo 10,4 km, široko 4,7 km s maksimalnom dubinom od 10 m. Kada je krško polje poplavljeno površina dostiže do 38 km². Razina vode u jezeru naraste poslije jesenjih kiša i u proljeće, kada se topi snijeg, a za ljetnih mjeseci jezero presušuje. Naselja u blizini jezera su Gorenje Jezero i Dolenje Jezero.

## Vanjske poveznice
- Ortofoto lokacija na Geopediji (sušno razdoblje)  Arhivirana inačica izvorne stranice od 29. srpnja 2017. (Wayback Machine)